# Vincenzo Cuoco
Vincenzo Cuoco, né le 1er octobre 1770 et mort le 14 décembre 1823, est un écrivain italien. Il est principalement connu pour son Saggio Storico sulla Rivoluzione Napoletana del 1799 (Essai Historique sur la Révolution Napolitaine de 1799).

## Biographie

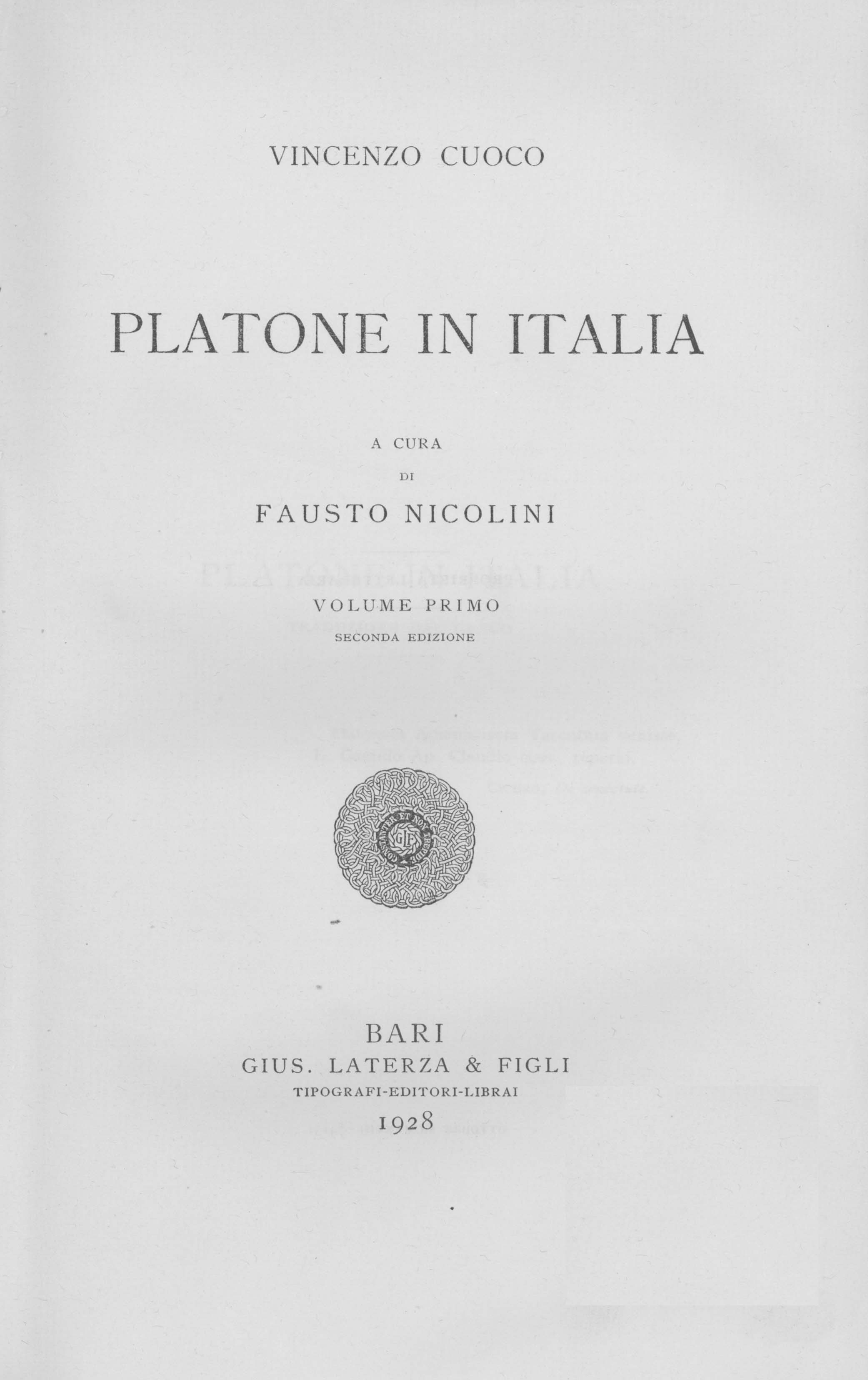
Platone in Italia, 1916

### Jeunesse
Vincenzo Cuoco était né dans une famille de classe moyenne dans la ville de Civitacampomarano, près de Campobasso dans la région Molise du centre de l'Italie. Son père, Michelangelo Cuoco, est un avocat et un économiste, tandis que sa mère est Colomba de Marinis. Il a étudié dans sa ville natale.

### La Révolution
Il vint dès l’âge de dix-sept ans à Naples pour y faire son droit. Mais il prit peu de goût pour ce genre d’étude ; et s’étant lié avec Cirillo, Delfico et surtout Galanti, qui brillaient alors dans cette capitale, il se montra comme eux l’un des plus zélés disciples de l’école de Vico et de Filangieri. De telles liaisons devaient le disposer à toutes les innovations politiques ; et  lorsqu’une révolution éclata dans sa patrie, en 1799, sous les auspices des Français, il s’en montra l’un des plus chauds partisans, et fut un des principaux moteurs de la république parthénopéenne. Il  vivait dans la plus grande intimité avec Luisa Sanfelice, aussi remarquable par sa beauté que par ses opinions patriotiques. Un partisan de la cause royale, nommé Baccher, s’étant épris des charmes de celle dame, et voyant les troupes royales s’approcher de Naples sous les ordres du cardinal Ruffo, eut l’imprudence, dans un accès de jalousie, de menacer Cuoco de faire de lui une des premières victimes de la réaction royale. Madame Sanfelice se hâta d’avertir de cette menace son ami Cuoco, lequel dénonça aussitôt Baccher aux autorités de la république. Ce malheureux paya de sa tête son imprudence ; mais lorsque l’armée royale fut entrée dans Naples, madame Sanfelice à son tour fut condamnée à mort. Cuoco s’était hâte de se réfugier en France, où il publia, sous le litre de Rivoluzioni di Napoli, un tableau très-animé et très-pathétique des évènements dont il venait d’être victime. Cet ouvrage fut traduit en français par un anonyme dans la même année (Paris, 1800, in-8°). Après la bataille de Marengo, Cuoco se hâta de retourner en Italie. Forcé de s’arrêter à Milan, il y fut accueilli par le président Melzi, qui lui confia la rédaction d’un journal officiel qu’il venait d’établir sous le titre de Giornale Italiano. C’était le temps où tout en Italie, comme en France, devait tendre à l’établissement du pouvoir impérial. Cette tendance était fort éloignée sans doute des idées que Cuoco avait jusque-là manifestées. Cependant il montra dans son journal assez de flexibilité ; et lorsqu’Eugène de Beauharnais fut vice-roi de la Lombardie, il continua de le rédiger dans un esprit fort peu démocratique ; mais son crédit s’affaiblit considérablement. Il travaillait dans le même temps à une espèce de roman philosophique sous le titre de Platone in Italia. traduzione del greco, Milan. 1806. 3 vol. in-8°. C’était une faible imitation du Voyage d’Anacharsis de Barthélémy. Elle eut cependant un grand succès en Italie, et l’on sait que Cuoco y contribua beaucoup lui-même en lui prodiguant sans cesse dans son journal des éloges outrés et qui étaient répétés par la plupart des journaux de la péninsule. Le parti philosophique des autres contrées le vanta également avec complaisance, si bien qu’il eut plusieurs éditions, et fut traduit en plusieurs langues, notamment en français par Bertrand Barère, sous le titre de Voyage de Platon en Italie, Paris, 1807, 3 vol. in-8°. Lorsque les Bourbons furent expulsés de Naples, en 1806, pour y faire place à Joseph Bonaparte, Cuoco se hâta de retourner dans sa patrie, et il y fut très-bien accueilli par le nouveau roi, qui le nomma membre de la cour de cassation, du conseil d’État, et le créa commandeur de l’Ordre royal des Deux-Siciles. Ayant été député vers Napoléon, en 1810, il reçut de lui l’Ordre de la Couronne de fer. Murat, qui venait de remplacer Joseph sur le trône de Naples, accorda les mêmes avantages que son prédécesseur à Cuoco, et lui donna un emploi important dans la direction du trésor public ; mais cet emploi ne convenait ni à ses goûts, ni à ses connaissances. II désirait vivement en obtenir un autre dans l’enseignement, et même remplacer l’avocat Zurlo qui était ministre de l’intérieur. N’ayant pu y réussir, et ayant vu rejeter un long projet qu’il avait rédigé pour son nouveau système d’enseignement, il en conçut un tel dépit qu’après les désastres de Russie, en 1813, regardant déjà comme près d’être renversé le trône de Joachim, il manifesta le désir qu’il avait de voir une nouvelle révolution s’opérer dans sa patrie.

### Restauration
La Restauration de 1815 l’ayant trouvé dans cette espèce d’opposition, Ferdinand IV, en remontant sur le trône, lui conserva son emploi de directeur du trésor; et Cuoco se vit an milieu d’une cour qu’il avait autrefois attaquée avec beaucoup de violence. Cette position était embarrassante, et elle lui causa plus d’un désagrément. Un jour qu’il s’entretenait avec le plus jeune des fils du roi, ce prince, qui ne connaissait pas plus sa conduite antérieure que ses écrits, lui témoigna le désir de lire son Histoire de la révolution de Naples, où il ignorait sans doute que l’auteur s’était livré aux plus violentes attaques contre le roi et tous les siens. Cuoco, ne doutant point que cette demande ne fut préméditée, en conçut une telle inquiétude, que sa tête, déjà un peu faible, se dérangea complètement. Il rentra chez lui dans une sorte de délire, et jeta au feu la plupart de ses manuscrits, au nombre desquels il s’en trouvait de regrettables, notamment une espèce de suite à son Voyage de Platon dans laquelle il avait établi avec quelque érudition, mais sans probabilité, que les chants d’Homère ne sont pas d’origine grecque, mais bien italienne. Cuoco vécut encore dix ans, d’une modique pension qu’il dut à la faveur royale ; mais sa raison ne revint point. Il mourut à Naples, le 13 décembre 1823, des suites d’une fracture de la cuisse. Une longue notice sur ce savant parut à cette époque dans l’Anthologie de Florence.

## Crédit d'auteurs
- (en) Cet article est partiellement ou en totalité issu de l’article de Wikipédia en anglais intitulé « Vincenzo Cuoco » (voir la liste des auteurs).